# Platypus australis
Platypus australis is een keversoort uit de familie snuitkevers (Curculionidae). De wetenschappelijke naam van de soort werd in 1865 gepubliceerd door Félicien Chapuis. De soort komt vooral voor in Australië. In het Engels wordt de soort ambrosia beetle of pinhole borer genoemd.
In tegenstelling tot andere kevers zijn het niet de larven die gangen in het hout boren, maar doet het vrouwtje dit. Zij maakt een centrale tunnel met zijgangen. De larven voeden zich niet met het hout, maar met de schimmels die in deze vochtige gangen groeien. Door deze schimmels krijgt het hout karakteristieke vlekken. De gangen worden vooral aan de oppervlakte van het hout geboord, hierdoor blijft de schade beperkt.